# 22 august
ianuarie • februarie • martie  • aprilie  • mai  • iunie  • iulie  • august  • septembrie  • octombrie  • noiembrie  • decembrie
22 august este a 234-a zi a calendarului gregorian și a 235-a zi în anii bisecți. Mai sunt 131 de zile până la sfârșitul anului.

## Evenimente

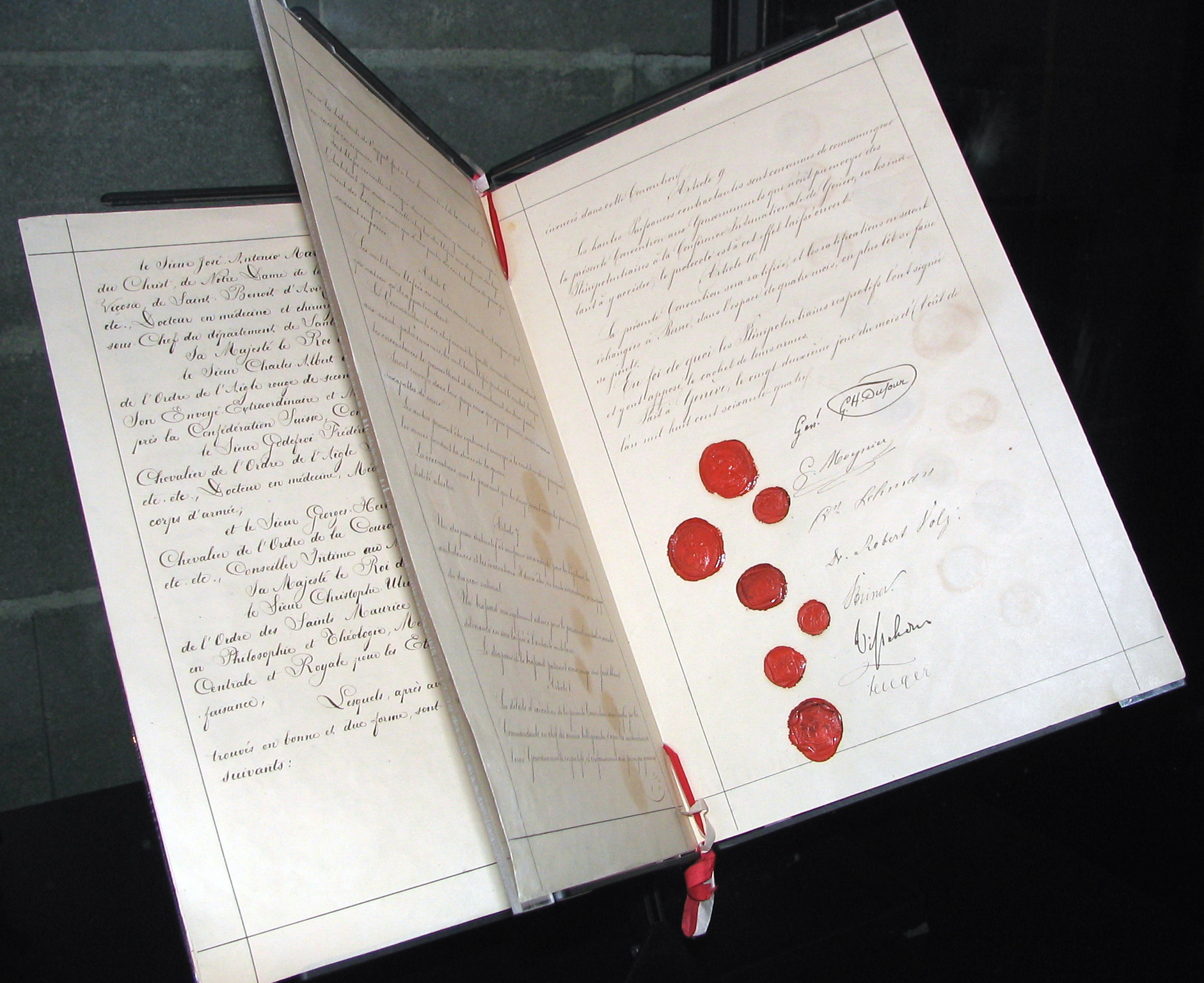
1864: Douăsprezece țări europene au semnat Prima Convenție de la Geneva - actul de naștere a Crucii Roșii.

1911: Este descoperit furtul pânzei Mona Lisa, capodopera lui Leonardo da Vinci de la Muzeul Luvru.

- 1233: Prima mențiune documentară a unui ban de Severin, în persoana lui Luca.
- 1456: A început a doua domnie a lui Vlad Țepeș în Țara Românească (până în noiembrie 1462).
- 1485: Bătălia de la Bosworth: Regele Richard al II-lea a fost înfrânt și ucis iar Henric de Richmond s-a încoronat rege al Angliei (30 octombrie 1485) sub numele de Henric al VII-lea, întemeind dinastia Tudorilor. Sfârșitul "Războiului celor două Roze".
- 1531: Bătălia de la Obertyn: Petru Rareș a fost înfrânt de poloni.
- 1639: Compania Britanică a Indiilor de Est a achiziționat o bucată de pământ pe care a înființat orașul Madras, astăzi denumit Chennai.
- 1642: Începutul Războiului civil în Anglia, Marea Rebeliune, între partizanii regelui Carol I și parlamentari. Regele califică Parlamentul englez drept trădător.
- 1770: Expediția condusă de James Cook ajunge pe coasta de est a Australiei.
- 1780: Nava lui James Cook Resolution se întoarce în Anglia după moartea lui Cook în Hawaii.
- 1785: Patenta lui Iosif al II-lea de abolire a iobăgiei in Transilvania.
- 1846: SUA au anexat New Mexico.
- 1864: Douăsprezece țări europene au semnat Prima Convenție de la Geneva, prin care s-a înființat Comitetul Internațional al Crucii Roșii.
- 1875: Este ratificat tratatul de la Sankt Petersburg dintre Japonia și Rusia, legat de statutul Sakhalin din insulele Kurile.
- 1909: A avut loc primul miting aviatic internațional, organizat la Reims, Franța.
- 1910: Coreea a fost anexată Japoniei, după cinci ani de protectorat nipon. Numele Coreea a fost abolit și înlocuit cu vechea denumire Joseon.
- 1911: Este descoperit furtul pânzei Mona Lisa, capodopera lui Leonardo da Vinci de la Muzeul Luvru.
- 1941: Ion Antonescu a fost numit mareșal.
- 1942: Al Doilea Război Mondial: Brazilia declară război puterilor Axei (Germania, Italia și Japonia)
- 1968: Papa Paul al VI-lea ajunge la Bogotá, Columbia. Este prima vizită a unui papă în America Latină.
- 1969: Decret de înființare a Academiei de Știinte Medicale.
- 1979: Led Zeppelin lansează albumul In Through The Out Door.
- 1981: Sonda spațială Voyager 2 trece pe lângă luna Iapetus a lui Saturn și trimite primele imagini spre  Pământ.
- 1989: Este descoperit primul inel al lui Neptun.
- 1991: Reintroducerea drapelului de stat tricolor al Rusiei. Ziua drapelului de stat al Federației Ruse.
- 2004: Versiuni ale Țipătului și Madonnei, două picturi de Edvard Munch, sunt furate sub amenințarea armei dintr-un muzeu din Oslo, Norvegia.
- 2006: Zborul 612 al Pulkovo Aviation Enterprise se prăbușește în apropierea frontierei ruse, deasupra estului Ucrainei, omorând toate cele 170 de persoane aflate la bord.
- 2006: Matematicianul rus Grigori Perelman primește Medalia Fields pentru demonstrarea conjecturii Poincaré în matematică, dar refuză să accepte medalia.

## Nașteri
- 1647: Denis Papin, fizician și inventator francez (d. 1714)
- 1760: Papa Leon al XII-lea, al 252-lea Papă (d. 1829)
- 1802: Ecaterina Varga, luptătoare pentru drepturile românilor din Munții Apuseni (d. 1858)
- 1820: Manolache Costache Epureanu, politician român (d. 1880)
- 1833: Odoardo Borrani, pictor italian (d. 1905)
- 1834: Samuel Pierbont Langley, fizician și astronom american (d. 1906)
- 1854: Regele Milan I al Serbiei (d. 1901)

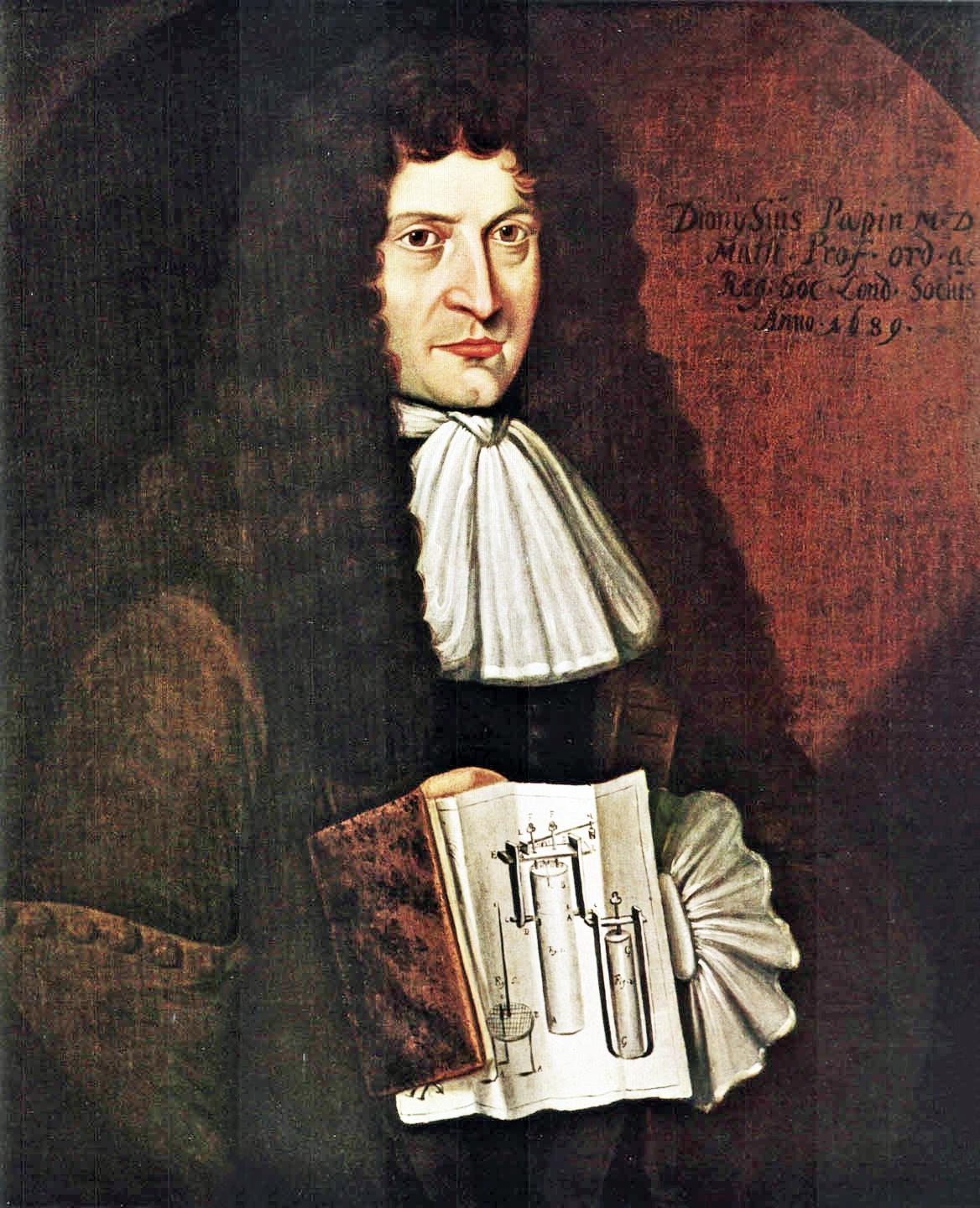
Denis Papin, fizician și inventator francez
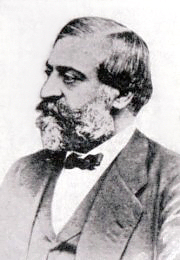
Manolache Costache Epureanu, politician român
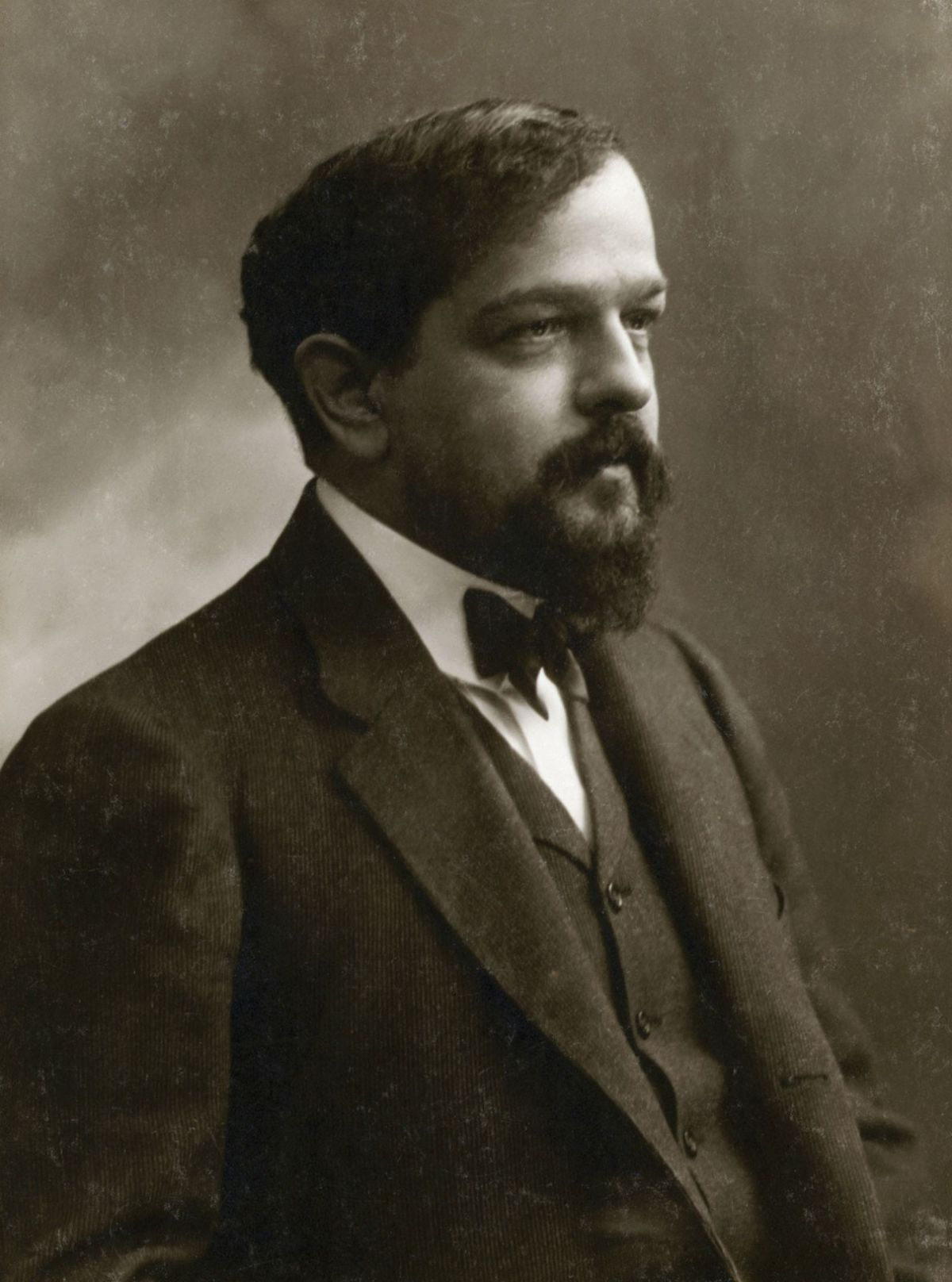
Claude Debussy, compozitor francez

- 1860: Paul Gottlieb Nipkow, inventator german, a inventat reflectorul parabolic asimetric de baleiaj, precursorul televizorului (d. 1940)
- 1862: Claude Debussy, compozitor, pianist și critic muzical francez (d. 1918)
- 1874: Max Scheler, filosof și sociolog german (d. 1928)
- 1881: Ewald von Kleist, feldmareșal german (d. 1954)
- 1882: Augustin Maior, fizician român (d. 1963)
- 1884: Panait Istrati, scriitor român (d. 1935)
- 1884: Raymonde de Laroche, prima femeie pilot din lume (d. 1919)
- 1892: Victor Daimaca, astronom român (d. 1969)
- 1893: Dorothy Parker, scriitoare americană (d. 1967)
- 1897: Constantin A. Sandu-Ville, inginer agronom, fitopatolog, profesor român (d. 1969)
- 1902: Leni Riefenstahl, dansatoare, actriță și regizoare germană (d. 2003)
- 1904: Gheorghe D. Anghel, sculptor român, autorul sculpturii „Eminescu" din fața Ateneului Român (d. 1966)
- 1904: Deng Xiaoping, om politic chinez (d. 1997)
- 1908: Henri Cartier-Bresson, fotograf și pictor francez (d. 2004)
- 1917: Alexandru Piru, critic și istoric literar român (d. 1993)
- 1917: John Lee Hooker, cântăreț și chitarist american (d. 2001)
- 1920: Ray Bradbury, scriitor american (d. 2012)

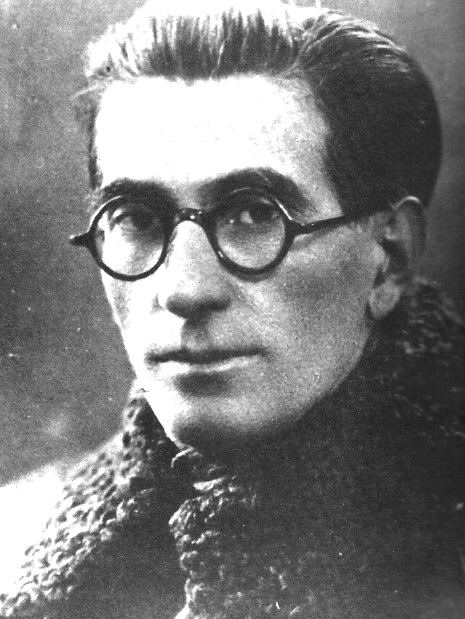
Panait Istrati, scriitor român
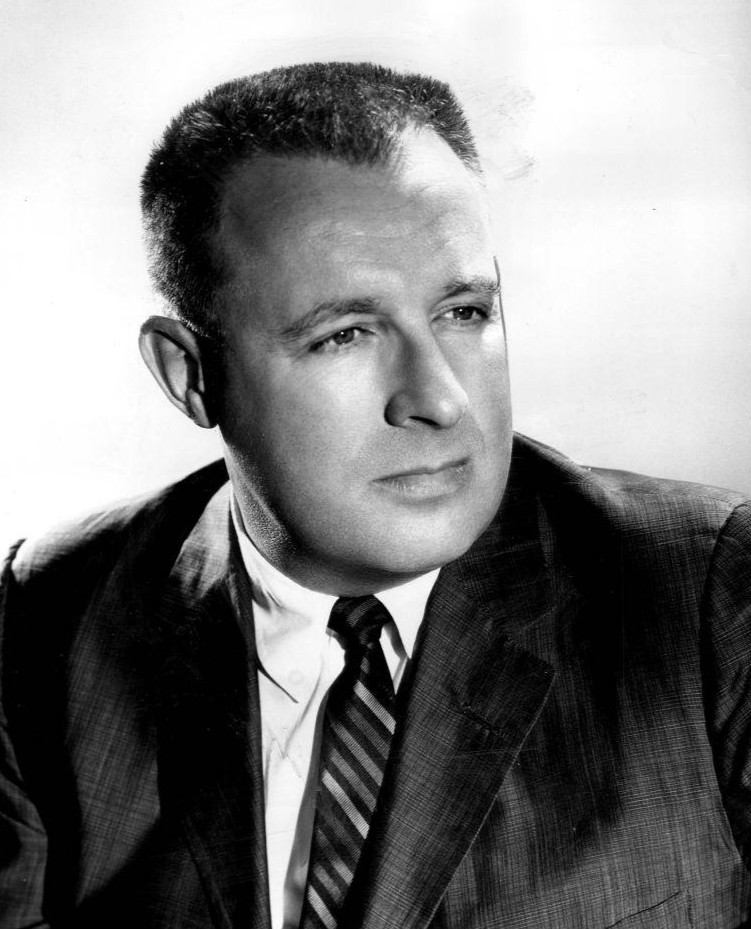
Ray Bradbury, scriitor american
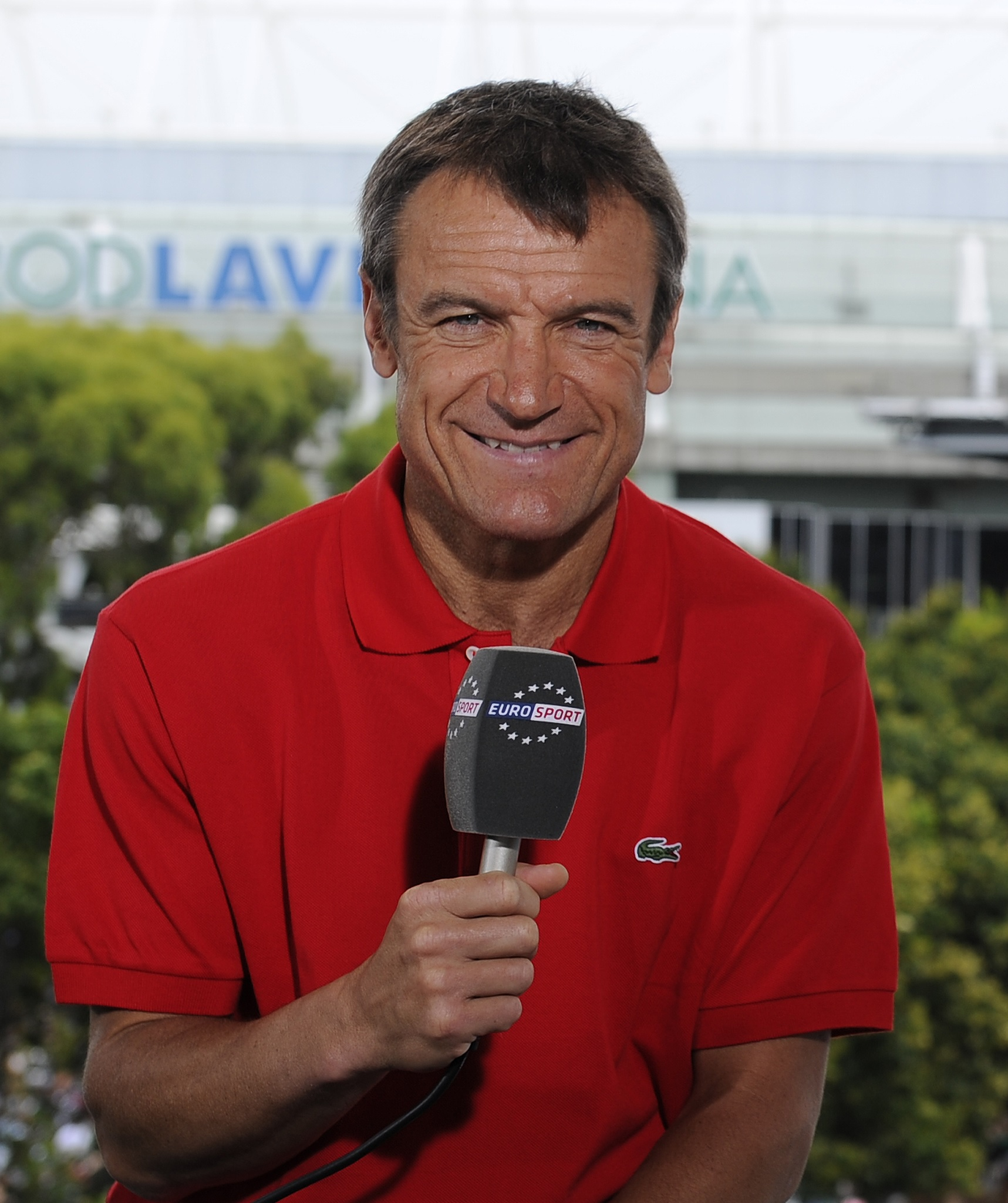
Mats Wilander, tenismen suedez

- 1921: Michael Yeats, politician irlandez (d. 2007)
- 1926: Mihai Constantinescu, violonist român (d. 1987)
- 1928: Karlheinz Stockhausen, compozitor german (d. 2007)
- 1930: Gylmar dos Santos Neves, fotbalist brazilian (d. 2013)
- 1933: Alexandru Drăgulescu, regizor român de film documentar
- 1933: Sylva Koscina, actriță italiană de origine croată (d. 1994)
- 1933: Petăr Mladenov, politician bulgar (d. 2000)
- 1954: George Ceaușu, scriitor român, eseist, publicist, critic și redactor de science-fiction
- 1957: Hiltrud Breyer, politician german
- 1957: Steve Davis, jucător englez de snooker
- 1963: Tori Amos, cântăreață americană
- 1963: Bogdan Teodorescu, scriitor și jurnalist român (d. 2025)
- 1964: Mats Wilander, tenismen suedez
- 1967: Adewale Akinnuoye-Agbaje, actor și fotomodel britanic
- 1967: Eugen Neagoe, jucător și antrenor român de fotbal
- 1968: Sorin Adam, pictor și grafician român (d. 2022)

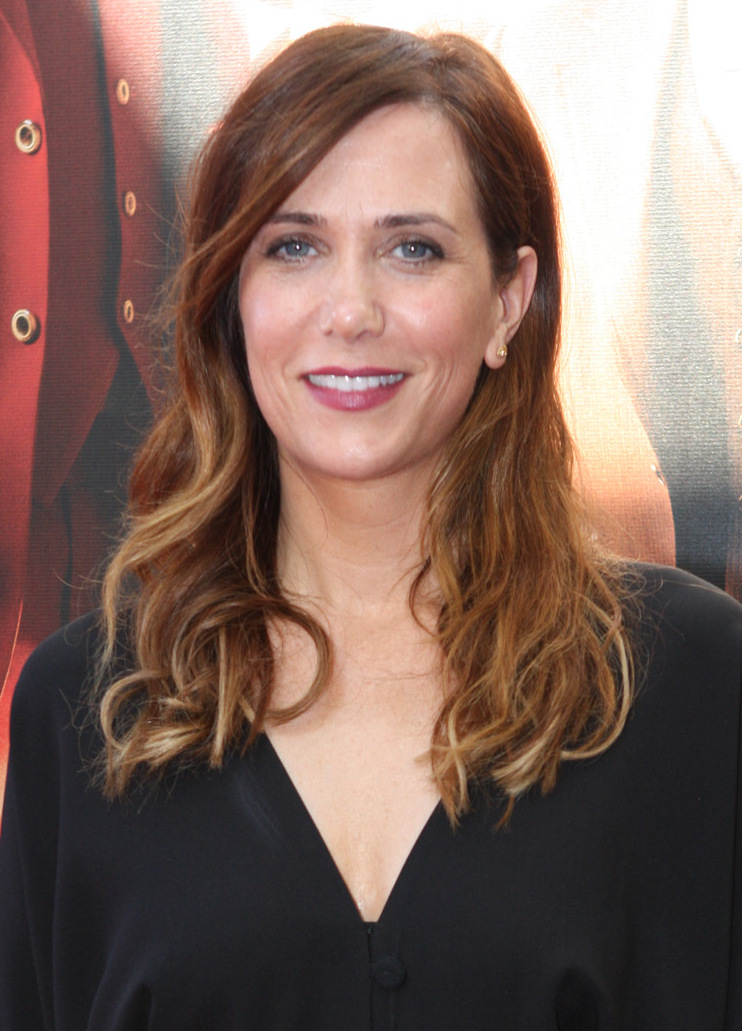
Kristen Wiig, actriță americană
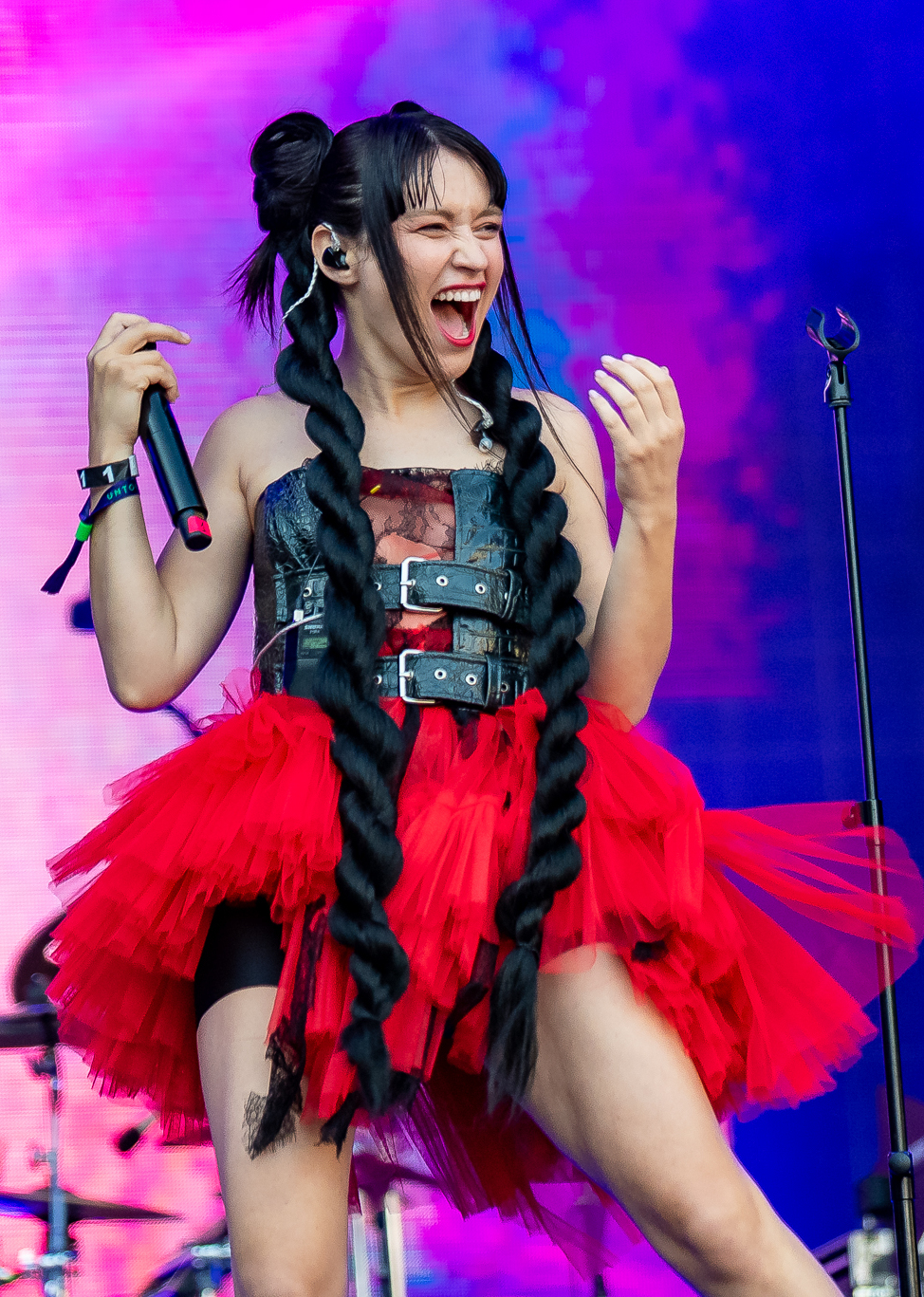
Irina Rimes, cântăreață din Republica Moldova
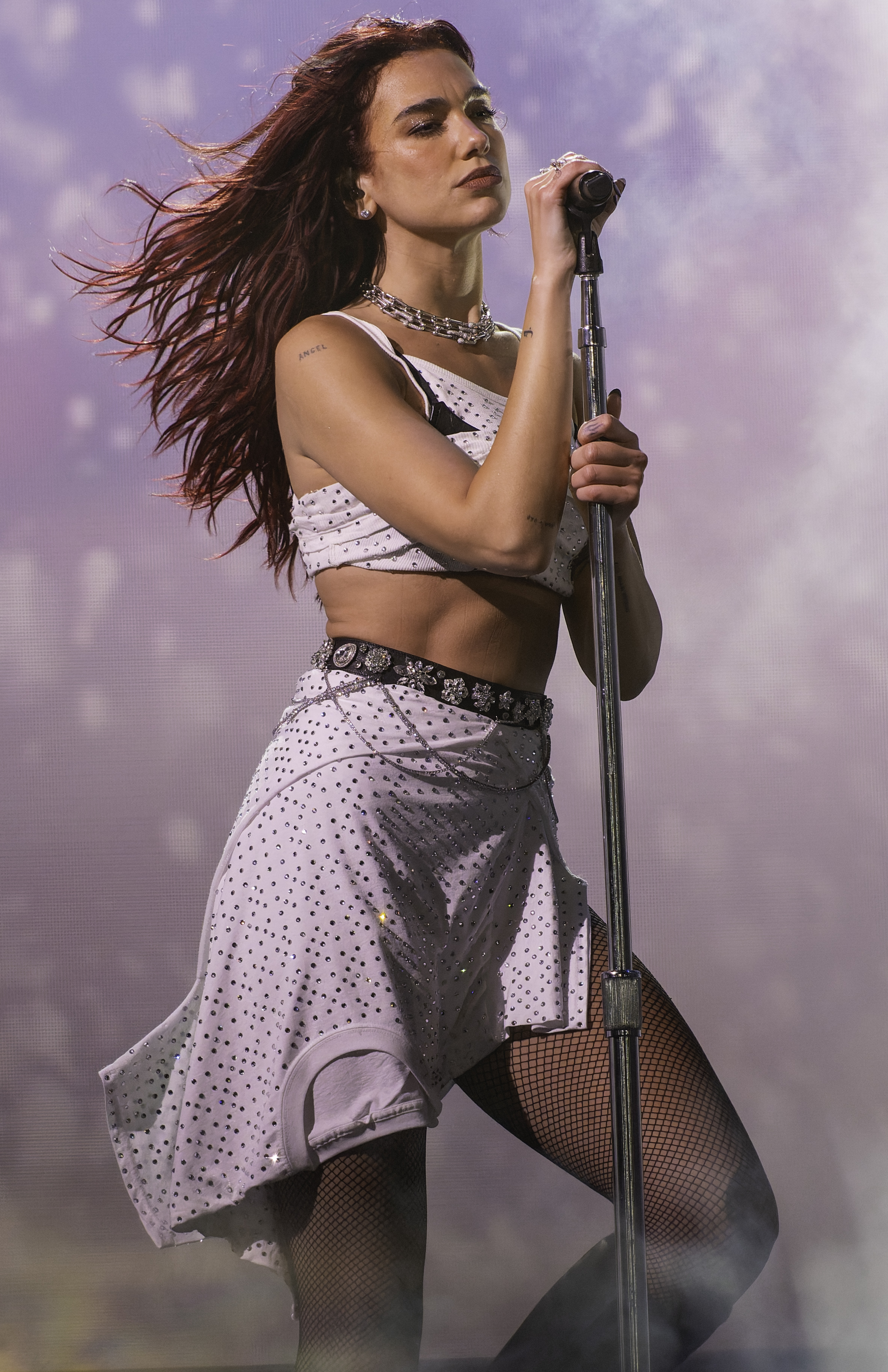
Dua Lipa, cântăreață britanică

- 1971: Richard Armitage, actor britanic
- 1973: Kristen Wiig, actriță americană
- 1974: Marat Bașarov, actor rus
- 1979: Natalia Barbu, cântăreață din Republica Moldova
- 1985: Kenta Chida, scrimer japonez
- 1989: Giacomo Bonaventura, fotbalist italian
- 1991: Federico Macheda, fotbalist italian
- 1991: Irina Rimes, cântăreață din Republica Moldova
- 1995: Diana Bulimar, gimnastă română
- 1995: Dua Lipa, cântăreață britanică
- 1995: Alexandra Lunca, jucătoare română de fotbal
- 1997: Lautaro Martínez, fotbalist argentinian

## Decese
- 1358: Isabela a Franței, regina Angliei, soția regelui Eduard al II-lea al Angliei (n. 1295)
- 1485: Richard al III-lea al Angliei (n. 1452)
- 1540: Guillaume Budé (Budaeus), umanist, diplomat, filolog și elenist francez (n. 1468)
- 1599: Luca Marenzio, compozitor italian (n. 1553)
- 1680: Johann Georg al II-lea, Elector de Saxonia (n. 1613)
- 1806: Jean-Honoré Fragonard, pictor, desenator și gravor francez (n. 1732)
- 1828: Franz Joseph Gall, medic german, inițiator al frenologiei (n. 1758)
- 1850: Nikolaus Lenau, poet austriac originar din Banat (n. 1802)
- 1860: Alexandre-Gabriel Decamps, pictor francez (n. 1803)

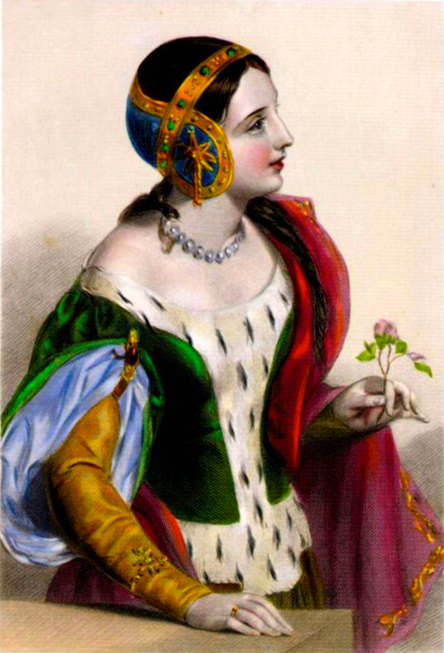
Isabela a Franței, soția regelui Eduard al II-lea al Angliei
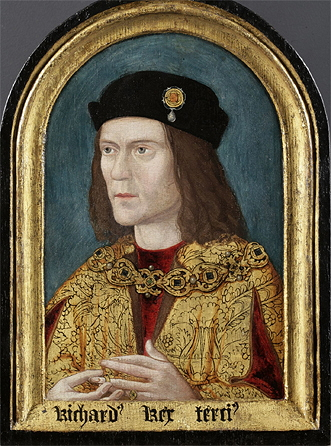
Richard al III-lea al Angliei
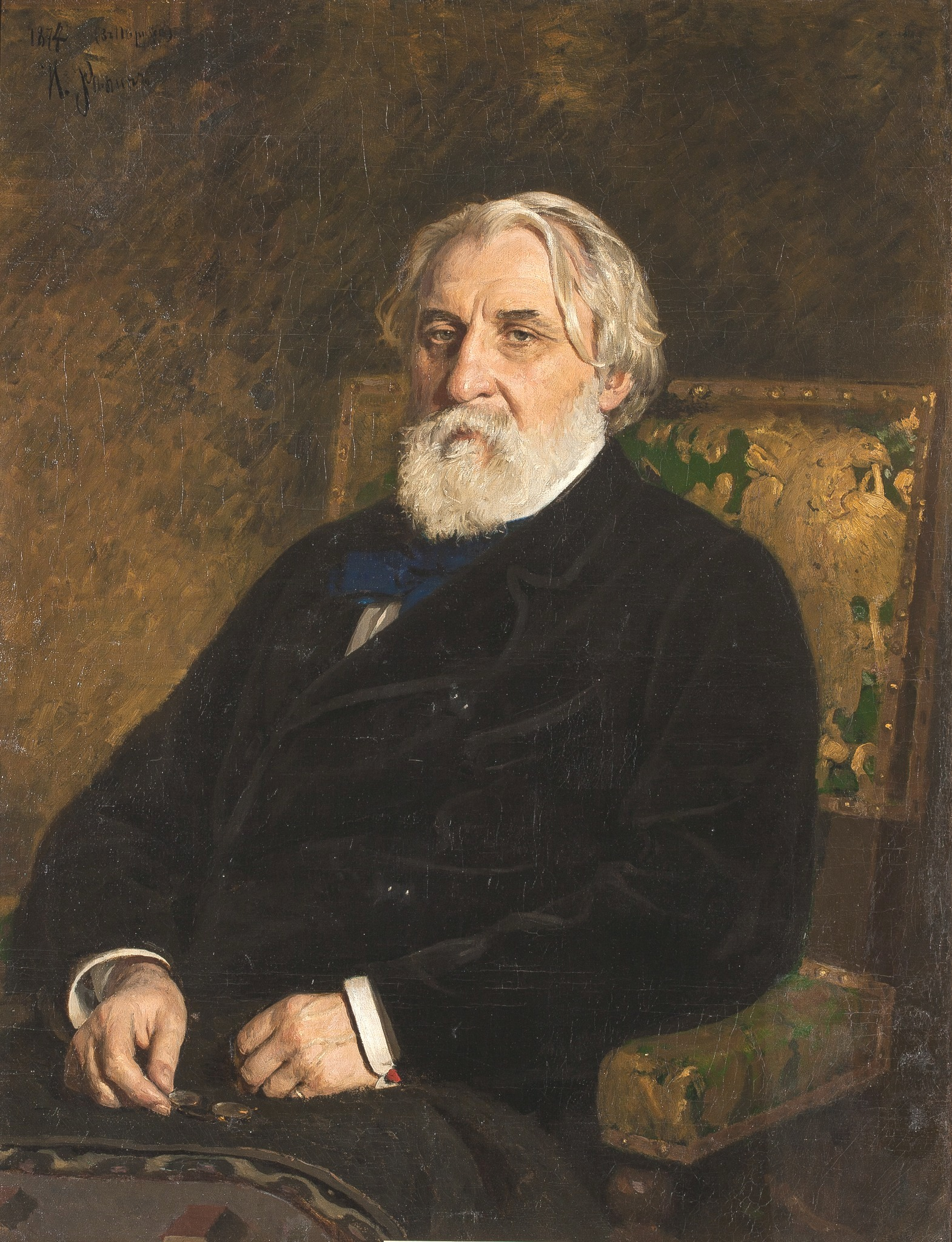
Ivan Turghenev, romancier și dramaturg rus

- 1883: Ivan Sergheevici Turghenev, romancier și dramaturg rus (n. 1818)
- 1890: Vasile Alecsandri, scriitor și politician român (n. 1821)
- 1917: Ecaterina Teodoroiu, eroină română din Primul Război Mondial (n. 1894)
- 1922: Michael Collins, unul dintre eroii luptei pentru independența Irlandei (n. 1890)
- 1932: Gheorghe Cucu, compozitor român (n. 1882)
- 1940: Oliver Joseph Lodge, fizician englez (n. 1851)
- 1944: Alexandru Șerbănescu, as român al aerului din cel de-al Doilea Război Mondial (n. 1912)
- 1946: Döme Sztójay, general și politician maghiar (n. 1883), unul din principalii organizatori ai Holocaustului evreilor din Ungaria și din teritoriile controlate de ea
- 1958: Roger Martin du Gard, romancier și dramaturg francez, laureat al Premiul Nobel pentru Literatură în 1937 (n. 1881)
- 1967: Gregory Pincus, biolog american, unul din pionierii pastilelor anticoncepționale (n. 1903)
- 1970: Hermann Knaus, chirurg austriac (n. 1892)
- 1972: Ștefan Procopiu, fizician român (n. 1890)

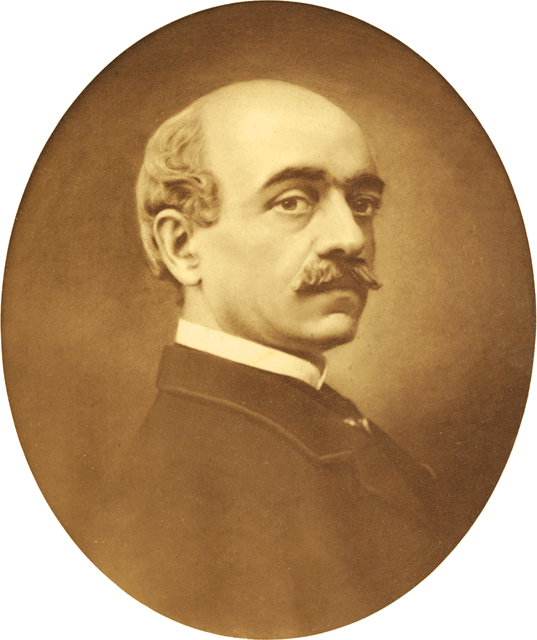
Vasile Alecsandri, scriitor român
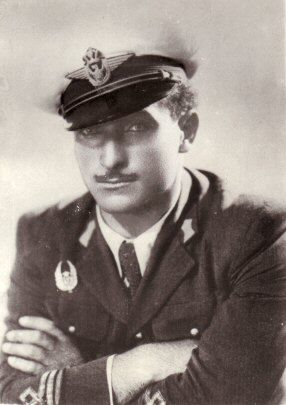
Alexandru Șerbănescu, pilot român
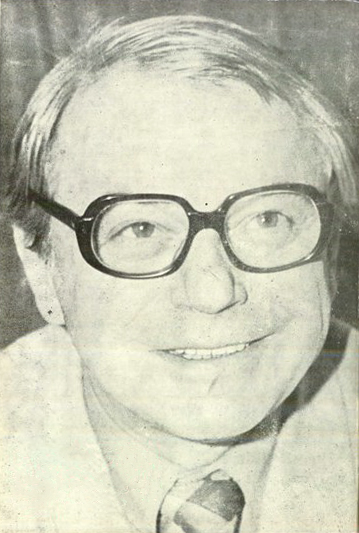
Octavian Cotescu, actor român

- 1976: Juscelino Kubitschek, medic și politician brazilian, președinte al republicii (n. 1902)
- 1977: Theodor Bușniță, hidrobiolog, ihtiolog și histolog român (n. 1900)
- 1978: Jomo Kenyatta, președinte kenian (n. 1891)
- 1981: Sașa Pană, poet român (Alexandru Binder)(n. 1902)
- 1985: Octavian Cotescu, actor român (n. 1931)
- 1999: Tudor Popescu, dramaturg, scenarist și publicist român (n. 1930)
- 2011: Viorica Bucur, critic de film (n. 1946)
- 2019: Florin Costinescu, poet și scriitor român (n. 1938)
- 2020: Emil Jula, fotbalist român (n. 1980)
- 2023: Toto Cutugno, cântăreț italian (n. 1943)

## Sărbători
- Calendarul romano-catolic: Sfânta Fecioară Maria,Regină
- Rusia—Ziua drapelului de stat.